# Фролов, Владислав Юрьевич
Владислав Юрьевич Фроло́в (24 июля 1980, Тамбов, СССР) — российский легкоатлет, который специализируется в беге на короткие дистанции, член олимпийской команды России 2008 года, Коронная дистанция — 400 метров. Выступает за СО «Динамо» (Свердловская область).
13 сентября 2016 года решением МОК лишён бронзовой медали Олимпийских игр 2008 года в Пекине в эстафете 4×400 м из-за положительной допинг-пробы Дениса Алексеева.
Достижения:
- серебряный призёр чемпионата Европы 2006 года на 400 метрах
- чемпион России 2007 года на 400 метрах в помещении
- серебряный призёр чемпионата России 2006 и 2007 года на 400 метрах.
- бронзовый призёр чемпионата России в помещении 2008 года на 400 метрах

## Награды и звания
- Заслуженный мастер спорта России
- Медаль ордена "За заслуги перед Отечеством" II степени - За большой вклад в развитие физической культуры и спорта,высокие спортивные достижения на Играх XXIX Олимпиады 2008 года в Пекине (2009)[4]